# Душан Драшковић
Душан Драшковић (Бања Лука, 20. јун 1939) је бивши српски и југословенски фудбалер и фудбалски тренер. Он се сматра једним од пионира модерног фудбала у Еквадору.

## Каријера
Током каријере фудбалера, Драшковић је играо за ФК Спартак Суботица, ФК Војводина, ФК Раднички Ниш и ФК Врбас.
У његовој раној тренерској каријери, тренирао је ФК Врбас у два наврата, ФК Борац Бања Лука, ФК Војводина и ФК Спартак Суботица, пре него што је напустио СФРЈ, 1998. године.
Драшковић је отишао у Еквадор, где је водио фудбалску репрезентацију Еквадора на Копа Америка 1989, 1991 и 1993. године.
Био је тренер бразилског клуба, Брагантино, у Колумбији СК Барселона, ФК Макара, ФК Елемек, као и ФК Комуникасионес у Гватемали.